# کلوت (دهانه)
کلوت یک دهانه برخوردی در ماه‌ است.

## دهانه‌های اقماری
این دهانه ۳ دهانه اقماری دارد.
| Klute | عرض جغرافیایی | طول جغرافیایی | قطر          |
| ----- | ------------- | ------------- | ------------ |
| X     | ۳۹.۵° N       | ۱۴۳.۰° W      | ۴۰.۰ کیلومتر |
| M     | ۳۵.۱° N       | ۱۴۱.۱° W      | ۲۴.۰ کیلومتر |
| W     | ۳۸.۲° N       | ۱۴۳.۰° W      | ۱۳.۰ کیلومتر |